# Chancellor (Rebsorte)
Chancellor ist eine Rotweinsorte.

## Herkunft
Die Neuzüchtung entstand (Züchtungsnummer S 7053) aus einer Kreuzung zwischen den Seibel-Reben S 5163 und S 880. Die Kreuzung der Hybridrebe erfolgte durch den französischen Züchter Albert Seibel, der von 1888 bis in die 1930er Jahre zahlreiche interspezifische Rebsorten im Kampf gegen die Reblaus züchtete. Sie zählt zu den besseren der Hybridreben und war bis in die 1950er Jahre auch in Frankreich sehr erfolgreich. Zu den besten Zeiten waren allein in Frankreich mehr als 40.000 Hektar Rebfläche mit der Sorte Chancellor bestockt. Nach dem Verbot von Hybridreben durch die EU wurden die Flächen aufgegeben oder gerodet.

## Eigenschaften
Die spätreifende und wuchsstarke Sorte ist sehr pilzresisent und frostbeständig. Dies erklärt ihre Popularität an der nordamerikanischen Ostküste (im Bundesstaat New York, North Carolina (→ Weinbau in North Carolina) und in Neuengland) und in Kanada. Dort werden interessante Roséweine im Stil eines Clairet oder auch dunkle Rotweine, die im Holzfass reifen, hergestellt.

## Abstammung
Chancellor ist eine interspezifische Kreuzung von ‚Seibel 5163‘ × ‚Seibel 880‘.
Aufgrund ihrer guten Pilzresistenz rückte die Sorte bei der Züchtung neuer Sorten wieder in den Blickpunkt. In Deutschland beispielsweise wurde sie zur Kreuzung der Sorten Breidecker und Cabernet Cantor genutzt, in Frankreich fand sie Eingang in die Züchtung der Sorten Villard Noir und Chambourcin. In der Schweiz gibt es wieder einen Versuchsanbau. (0,45 Hektar, Stand 2007, Quelle: Office fédéral de l'agriculture OFAG)